# Plankstetten
Plankstetten ist ein Gemeindeteil der Stadt Berching im Landkreis Neumarkt in der Oberpfalz.

## Geografie
Das Pfarrdorf befindet sich etwa viereinhalb Kilometer südsüdöstlich von Berching und liegt auf einer Höhe von etwa 400 m ü. NHN.

## Kloster Plankstetten
Im Ort befindet sich das Kloster Plankstetten, eine Abtei der Benediktiner. Das Kloster gehört zur Bayerischen Benediktinerkongregation. Gegründet wurde das Benediktinerkloster im Jahr 1129. Aus der Gründungszeit existiert noch eine romanische Krypta.

## Geschichte

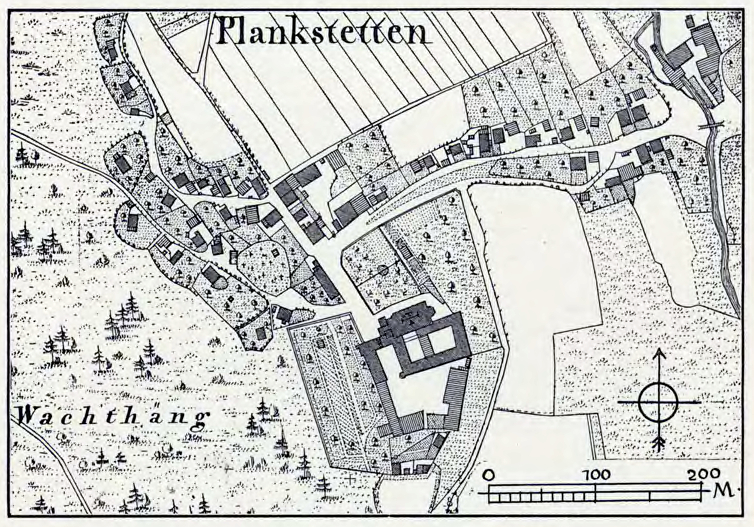
Plankstetten, Ortsplan von 1908

Aus der Chronik des Klosters ergeben sich zwei Hinweise, dass vor der Klostergründung (erstes Halbjahr 1129) in Plankstetten bereits länger eine Besiedlung mit Kirche vorlag: Der Mitbegründer des Benediktinerklosters Hartwig I. von Grögling hatte Blankstetten über seine Eltern vererbt als Lehen der Eichstätter Kirche erhalten (sein Vater Graf Ernst von Ottenburg-Grögling verstarb um 1100).  Bei der Einweihung des Klosters am 1. November 1138 hat Bischof Gebhard II. von Eichstätt diesem die Kirche/Pfarrei von Plankstetten unterstellt.  Durch die zu Beginn des 19. Jahrhunderts im Königreich Bayern durchgeführten Verwaltungsreformen wurde der Ort mit dem zweiten Gemeindeedikt eine Ruralgemeinde, zu der das Dorf Eglasmühle gehörte. Im Zuge der Gebietsreform in Bayern wurde Plankstetten am 1. Mai 1978 in die Stadt Berching eingemeindet.

## Wirtschaft und Infrastruktur
In Plankstetten hat die Raiffeisenbank Plankstetten AG ihren Sitz.
Im Juli 2020 wurden die Bahnstrecken Neumarkt–Beilngries–Kinding (Anschluss Schnellbahnstrecke) im Positionspapier des VDV als zu reaktivierende Bahnstrecken neu aufgenommen. Damit könnte auch Plankstetten wieder einen eigenen Bahnanschluss bekommen.